# 原隆仁
原 隆仁（はら たかひと、1951年11月30日 - ）は、日本の映画監督。クリエイターズエージェンシー所属。息子は映画監督の原廣利。
東京都出身で東海大学海洋学部卒。国際放映に助監督としてフリー契約した後、独立後は舛田利雄、森田芳光、村川透らに師事。この間、1984年にTVドラマ「西部警察PARTIII」で監督デビューした後、1987年に『あぶない刑事』で正式に監督昇進。1989年、「べっぴんの町」で長篇映画デビューを果たす。
デビュー当初は主にB級アクション、ハードボイルド作品を多く手掛けていたが、「夜逃げ屋本舗」の成功により独自のコメディー世界を確立。
以降は同作をはじめ、「お墓がない!」「いらっしゃいませ、患者さま。」などの社会派コメディ作品を中心に活躍している。

## 主な作品

### 助監督作品

#### TVドラマ
- 太陽にほえろ!（NTV） - 脚本兼任
- 傷だらけの天使（NTV）
- 大都会（NTV）
- 探偵物語（NTV）
- 大激闘マッドポリス'80（NTV）
- 西部警察（ANB）
- キャンパス・アクション 探偵同盟（CX）
- プロハンター（NTV）

#### 映画
- 薔薇の標的（1980年）
- 二百三高地（1980年） - セカンド
- 大日本帝国（1982年） - セカンド
- それから（1985年）
- 愛・旅立ち（1985年）
- ア・ホーマンス（1986年）
- そろばんずく（1986年）

### 監督作品

#### TVドラマ
- 西部警察 PART-III（ANB）
- あぶない刑事（NTV）- 脚本兼任
- もっとあぶない刑事（NTV）
- 南くんの恋人（TBS）
- 代表取締役刑事（ANB）
- 刑事貴族（NTV）
- 刑事貴族2
- 刑事貴族3
- 勝手にしやがれヘイ!ブラザー
- もうひとつのJリーグ（NTV）
- 風の刑事・東京発!（NTV）
- はみだし刑事情熱系 第1シリーズ（ANB）
- 夜逃げ屋本舗（NTV）
- 夜逃げ屋本舗2
- 夜逃げ屋本舗スペシャル -月を射よ！-
- 新・夜逃げ屋本舗
- 泥棒家族（NTV）
- 笑ゥせぇるすまん（ANB）

#### 映画
- バカヤロー! 私、怒ってます 第三話「運転する身になれ!」（1988年）
- べっぴんの町（1989年）
- 夜逃げ屋本舗シリーズ（1992年 - 1995年）
- 大夜逃 夜逃げ屋本舗3（1995年）
- XX（ダブルエックス） 美しき機能（キリングマシーン）（1996年）
- OL忠臣蔵（1997年）
- 新・静かなるドン（1997年）
- 新・静かなるドン2（1997年）
- 新・静かなるドン3（1998年）
- お墓がない!（1998年）
- いらっしゃいませ、患者さま。（2005年）
- 6月6日（2011年） - 柏原寛司、石井良和、室賀厚、石田肇と共同監督
- 悪い女はよく稼ぐ（2019年）

#### ビデオ映画
- ベレッタM92F 凶弾（東映Vシネマ）
- 悪役商会 狼たちの仁義（東映Vシネマ）
- バカヤローV2 「私、問題です」

#### CM演出
- 焼酎貴族トライアングル（キッコーマン）

#### その他
- 石原プロ「21世紀の裕次郎を探せ！」オーディションキャメラテスト監督
- 西部警察 SPECIAL（ANB） メイキング演出

### 出演作品
- ONE ROUND JACK〜僕をさがして〜（柴田恭兵ファンクラブ限定ビデオ）- 本人役
- わたし出すわ
- けむりの街の、より善き未来は